# 德塞阿多縣

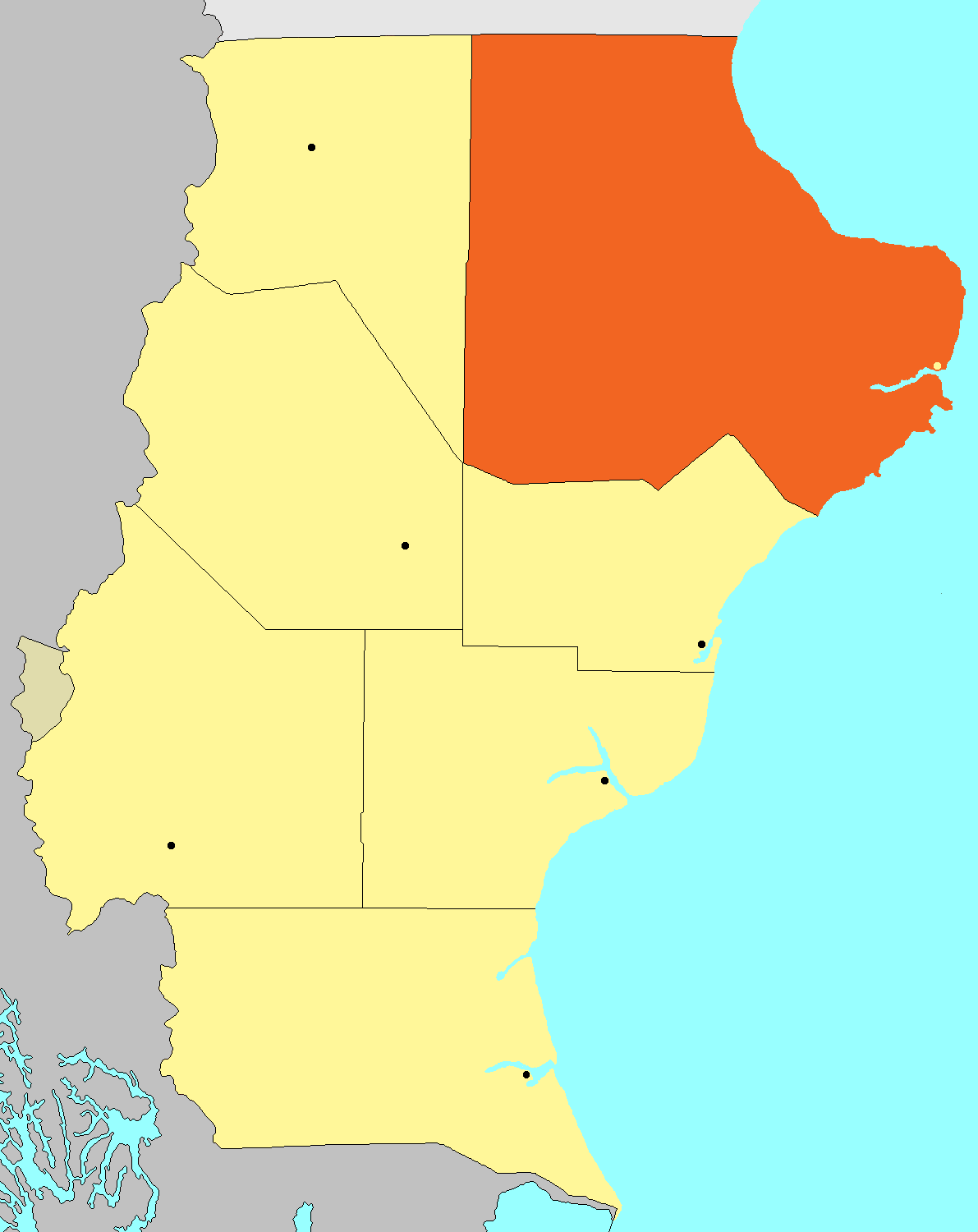

德塞阿多縣（西班牙語：Departamento Deseado），是阿根廷的縣份，位於該國南部聖克魯斯省，首府設於德塞阿多港，面積63,784平方公里，2010年人口107,630，人口密度每平方公里1.67人。
47°44′52″S 65°53′33″W / 47.74778°S 65.89250°W